# Теребовлянський район
Теребовля́нський райо́н — колишній адміністративно-територіальний район у центрі Тернопільської області. Утворений у 1939. Площа — 1130,3 км² — 8,3 % території області. Населення — 65 тис. осіб (2017), із них 99 % — українці (69 тис. 452 особи), 0,59 % — росіяни (414 осіб), 0,25 % — поляки (176 осіб), 0,05 % — білоруси (32 особи), 0,084 % — інші національності.
Ліквідований 19 липня 2020 року.

## Географія
Територією району пролягають залізниця Тернопіль-Чернівці й автодорога державного значення E85 (Доманове-Ковель-Чернівці-Мамалига).
Протяжність Теребовлянського району зі заходу на схід — 54 км, з півночі на південь — 42 км.
Теребовлянський район межує на заході з Підгаєцьким районом, на півдні — з Бучацьким і Чортківським, на сході — з Гусятинським, на північному сході — з Підволочиським, на півночі — з Тернопільським, на північному заході — з Козівським районами.
Розташований на Тернопільському плато Подільської височини в західній частині Правобережного лісостепу.
Місцевість району має вигляд похилого плато, прирічкові схили почленовані мережею ярів і балок. Північно-східна частина Теребовлянського району — це відроги Товтрового кряжу; гори Могила (379, 5 м), Макова (363, 1 м), Безіменна (380, 2 м), Бучина (376, 8 м) утворюють висоти південно-західної частини району.
Різноманітний рослинний і тваринний світ Теребовлянщини. Ліси, переважно листяні із окремими вкрапленнями хвойних порід, багаті на звірину і птахів. Тут зустрічаються олень, дикий кабан, козулі, лисиці, зайці та інші звірі.

### Геологічна будова
Територія району розташована в межах Волино-Подільської плити, яка є частиною давньої Східно-Європейської платформи. Вік цієї платформи становить понад 500 мільюнів років. Вона належить до найдавніших ділянок суші.
Давні докембрійські породи поховані під осадовими породами протерозою, палеозою, мезозою та кайнозою, товщина яких 1500-3000 метрів.
Докембрій «Волинська серія», за даними глибоких свердловин, пробурених біля міста Бучач і села Хмелівка Теребовлянського району представлений темно-сірими базальтами, туфами. Абсолютний вік цих базальтів становить 538 мільйонів років.
Породи силуру відслонені в долинах Серету, Гнізни. Вони представлені пісковиками, сланцями, прошарками вапняку. У верхньому силурі море наступало на сушу і захопило майже всю Волино-Подільську плиту, яка перетворилася на рівнину.
Девонські відклади залягають поверх силурійських. До них належать аргіліти, пісковики, алевроліти, вапняки. Ці відклади дають змогу стверджувати, що в ранньому девоні територія району, як і всієї Тернопільської області, була приморською рівниною. Девонські відклади в межах району поширені в долині річки Серет. Це так званий «Теребовлянський пісковик».
Оскільки в юрський період територія району була суходолом, то відклади юри тут мало поширені.
У кінці мезозою — на початку кайнозою територія Волино-Подільської плити зазнає коливних рухів. У палеогені відбувається опускання земної кори на даній території і вона знову захоплюється морем. У той час утворюються піски, мергелі, пісковики, які заповнюють знижені ділянки поверхні.
Територія Волино-Подільської плити почала підніматися в неогеновому періоді кайнозойської ери.
Протягом неогенового і четвертинного періодів кайнозойської ери поверхня району, як і області, формувалася під впливом вивітрювання, а також текучих вод. Вивітрювання корінних порід (крейди, мергелів) призвело до утворення лесів. На лесових відкладах утворилися чорноземні ґрунти. Відклади неогену поширені у вигляді вапняків та пісковиків.

### Рельєф
Сучасний рельєф Теребовлянського району сформувався відповідно до геологічної будови та історії розвитку земної кори. На південь від лінії Підгайці-Теребовля-Гримайлів на території Тернопільської області виділяють три орографічних райони: частина Придністров'я (між селом Коропець і гирлом річки Збруч); частина Придністров'я (між селом Довге і селом Коропець); і територія, яка лежить на захід від річки Стрипи. Теребовлянський район входить до третього орографічного району. Тут збільшуються висоти і поверхня його стає горбистою. Річкові долини мають меншу глибину, пологі схили й широке дно. Нахил території району з півночі на південь визначив меридіанний напрям і паралельність річок Серету та Стрипи.
У багатьох місцях межиріччя майже ідеально плоскі, що ускладнює дренаж атмосферних вод, сприяє надмірному зволоженню ґрунтів і приводить до оглеювання чорноземів (степ «Панталиха» на вододілі Серету і Стрипи). Тут поширені карстово-просадочні западини різної форми (від блюдцеподібних до коритоподібних) і розмірів. Раніше вони були заповнені водою і утворювали невеликі озерця. Зараз ця територія осушена і розорюється.
Для північної частини Теребовлянщини (село Сороцьке) характерно те, що тут знаходяться відроги Товтрового кряжу (Медоборів), який простягається з північного заходу на південний схід.
Загалом поверхня району має вигляд рівнинного, злегка хвилястого плато. Лише прирічкові схили густо почленовані ярково-балковою мережею, що надає їм гірського вигляду.
Річкові долини глибоко врізані, мають плоске дно, заплавна тераса високого рівня. На ній виділяються урочища левад з пишною, в минулому, лучною рослинністю, під якою сформувалися лучно-чорноземні ґрунти. Вони повсюдно розорані і використовуються для посіву овочевих культур.
Найбільш піднятою ділянкою є південно-західна частина, де виділяються такі висоти: г. Могила — 380 м, Макова Гора — 363 м, а також лісистий клин між Серетом і Гнізною, так звана Теребовлянська бучина — 379,7 м.

### Корисні копалини
Запаси корисних копалин та їхнє багатство тісно пов'язане з геологічною будовою району. Розміщення Теребовлянського району в межах Східно-Європейської платформи зумовило утворення тут корисних копалин осадового походження. Серед них чільне місце посідають нерудні копалини. Вони використовуються як будівельні матеріали та сировина для їхнього виробництва. В основному це родовища вапняків. Застосовується цей камінь у будівництві для виготовлення облицювальних плиток.
Будівельні піски використовуються для виготовлення розчинів та у дорожньому будівництві.
Теребовлянщина багата покладами каменю, так званого теребовлянського червоного пісковику.
Починаючи від Налужжя, вниз за течією Серету аж за Буданів, тягнуться скелясті гори, багаті на поклади цього цінного будівельного каменю. Найбільші каменоломні ще з княжих часів відомі у Застіночому та Буданові, де вже тоді добували міцний камінь на будівництво фортець та захисних мурів навколо монастирів.
У Теребовлянських міських актах Застіноцький кар'єр згадується в 1430 році Сіро-зелений, сіро-рожевий або червоно-бурий теребовлянський дрібнозернистий камінь-пісковик близько семисот років видобувають і використовують як будівельний матеріал для фундаментів чи для спорудження будинків загалом, храмів, оборонних споруд, мостів, доріг, для виготовлення тротуарних плит і бордюрів, парапетів, сходів і карнизів, пам'ятників, чеканів для печей тощо.
Серед різних пластів у кар'єрі трапляється і різний за якістю камінь. Найміцніший, близький до граніту видобувають у нижніх пластах. Верхні шари дають відносно м'якший, більш піддатливий для обробки матеріал.
Теребовлянський камінь-пісковик — безцінний (неоціненний) природний дар і окраса нашого краю.
На особливу увагу заслуговують гончарні і вогнетривкі глини, великі запаси яких знаходяться у Теребовлянському лісі. На їхній основі працюють цегельні заводи.
Теребовлянський район багатий на крейду. Ці породи трапляються невеликими ділянками біля с. Кам'янка, та на березі річки Гнізни. Вони представлені піщаними мергелями жовтуватого кольору, а також жовтувато- білою крейдою. Великі поклади крейди знаходяться в районі село Золотників.
Біля с. Сороцького та на межиріччі Серету і Стрипи (район Панталихи) виходять на поверхню гіпси. В районі поширені фосфорити. Особливістю місцевих фосфоритів є те, що їх можна використовувати як мінеральне добриво без попередньої хімічної обробки.
На околиці с. Конопківка є запаси сірководневої води, яка джерелом виходить на поверхню землі. На цій воді і сірководневих лікувальних грязях функціонує Микулинецька обласна
водогрязелікарня і санаторій «Медобори» в с. Конопківка.
Сірководневі води є також у районах сіл Сороцьке, Великий Говилів, Мшанець, Гумниська. У с. Сороцьке сірководнева вода джерелом виходить на поверхню в долині потічка Сороцький.

### Клімат
Територія Теребовлянського району має помірно континентальний клімат із не спекотним літом, м'якою зимою і достатньою кількістю опадів. Він сформувався під впливом різноманітних чинників. Головним з них є географічна широта, з якою пов'язана висота сонця над горизонтом і величина сонячної радіації, що надходить на поверхню району.
На територію району надходять повітряні маси з Атлантичного океану. Взимку вони приносять потепління, відлигу, велику хмарність, опади у вигляді дощу або мокрого снігу. Влітку — прохолодну, хмарну і дощову погоду.
Навесні і на початку осені на територію району проникає континентальне арктичне повітря, яке приносить різке похолодання. Узимку сюди вриваються повітряні маси зі сходу Євразії, які приносять холодну погоду.
Середньорічна температура тут становить +7ºС. Середня температура січня сягає −5,5ºС, а липня — +16ºС. Близько 25 % літнього сезону має середньодобову температуру вище +25ºС.
Район розташований в зоні значного зволоження. Середня кількість опадів становить 620 мм. Особливо дощовими є три літніх місяці. У літній період часто бувають зливи, нерідко — грози, а іноді — град. Взимку опадів у 2,5-3 рази, а восени і навесні в 1,5-2 рази менше, ніж влітку.
Упродовж року на території району переважають західні повітряні маси. Швидкість вітру коливається від 4,5 до 6,0 м/с. Сильні вітри дмуть рідко, найчастіше — узимку і навесні. Зима триває близько 110 днів. Сильні морози бувають рідко. Досить характерні для сезону відлиги, тому сніговий покрив нестійкий.
Теребовлянський район входить до складу Центрального агрокліматичного району області, який називають «холодним Поділлям». Але попри те, що тут найкоротше і найхолодніше літо, найбільше днів із сніговим покривом, порівняно з Північним та Південним агрокліматичними районами, тут є всі умови для життя і господарської діяльності людини. Також достатньо світла, тепла і вологи, тобто всіх життєво необхідних чинників, для росту сільськогосподарських рослин.
На території Теребовлянського району спостерігаються небезпечні погодні явища.
У червні-липні над районом інколи випадають сильні дощі, які називають зливами. Часто дощі поєднуються із сильним вітром, блискавкою, градом.
4 липня 2000 року над територією Теребовлянщини пронісся ураган неймовірної сили, який супроводжувався градом. Він завдав шкоди будинкам, виламав дерева, знищив посіви. Наслідки урагану вражаючі. Постраждало 20 сіл району, селище Микулинці та місто Теребовля. Витрати на відновлення будівель, пошкоджень внаслідок стихії, склали майже 350 тисяч гривень.
У Теребовлянському районі нерідко бувають суховії, які призводять до посухи. Іноді взимку спостерігаються значні снігопади. Нерідко ці несприятливі природні явища завдають шкоди сільському господарству.

### Водні ресурси

Мапа поверхневих вод Теребовлянського району

Найбільшою річкою, яка протікає територією району, є річка Серет. Загальна довжина — 218 км, а в межах району — 88 км. На Теребовлянщині Серет протікає у вузькій долині з почленованими ерозією, залісненими схилами. Річки живлять переважно талі снігові та дощові води.
Найбільшою лівою притокою Серету є річка Гнізна. Пливучи з півночі від сторони Кровинки в напрямі на південь, річка Гнізна наближається до самої Теребовлі, але біля передмістя Раковиця звертає на захід і утворює великий закрут. Під Замковою Горою річка біля так званого Підзамча знову змінює течію, утворює «коліно» і повертає на південь. Переполовинивши Теребовлю на дві частини, Гнізна звертає на південний захід в сторону села Зеленче і річки Серет, у яку впадає.
Друга за довжиною річка району — Стрипа. В межах Теребовлянщини вона протікає 60 км зі своєї загальної довжини 135 км. У верхній течії до с. Соколів, долина Стрипи неглибока з пологими схилами, заплава широка. Починаючи від села Соколів, долина Стрипи глибшає стає звивистою, а схили її робляться стрімкими, скелястими.
Окрім великих річок на території району протікає 27 струмків і потоків загальною протяжністю 211 км. Вони являють собою постійні водотоки завширшки 0,5-2 м. Джерелом їхнього живлення є, в основному, виходи ґрунтових вод на поверхню і опади.
Річки Теребовлянського району належать до басейну Дністра.
Вони використовуються для розведення риби, водоплавної птиці, водопостачання населених пунктів, промислових підприємств.
На території Теребовлянського району немає природних озер, проте є багато ставків. Більшість з них розміщені в басейнах Серету, Стрипи і Гнізни.
Теребовлянщина має запаси підземних вод. Вони складаються з ґрунтових вод і власне підземних вод. Ґрунтові води залягають на глибині 4-10 м. Запаси підземних вод є в трьох водоносних горизонтах, які розташовані на глибині 5-16 м, 30-40 м, 60-80 м. Усі води використовуються для господарських потреб промислових, сільськогосподарських підприємств та побутових потреб населення.
Мінеральні води Теребовлянщини об'єднані у дві групи: сірководневі та води з підвищеною мінералізацією і вмістом специфічних мікрокомпонентів.
Сірководневі води поширені у північній частині районі. Пов'язані вони з неогеновими відкладами. Найкраще сірководневі води вивчені в село Конопківка. Перші відомості про ці води дали вихідні джерела на лівому схилі долини р. Нішли. Тут водоносна товща розкрита 13 свердловинами. На протилежному березі пробурені 8 свердловин. Усі вони дали приплив сірководневих вод, які є аналогами вод з лівого берегу.
Води родовища використовуються для санаторію «Медобори», у якому одночасно може лікуватися 350 осіб, а також водогоном подаються у бальнеологічну лікарню в Микулинцях.
Сірководневими водами лікують ревматичний, травматичний та інфекційний поліартрити, радикуліти, захворювання нервової системи. Відпочиваючі мають можливість пити воду типу «Моршинська». Вона лікує захворювання шлунково-кишкового тракту, печінки, жовчно-вивідних шляхів.
Друга ділянка сірководневих вод району охоплює територію на схід від Микулинців (села Козівка, Сороцьке, Мшанець). Порівняно з Конопківським родовищем відомості про згадані води цієї території поки що недостатні. Найбільш збагачені сірководнем води у село Мшанець.
Води підвищеної мінералізації з вмістом специфічних мікроелементів виявлені в село Гумниська, Великий Говилів та інших.
Надра Теребовлянського району містять значні ресурси мінеральних вод, які поки що вивчені недостатньо.
Також не всі сірководневі води використовуються за призначенням. Так, у Мшанці, Сороцькому вода йде лише на технічні потреби, хоча її можна використовувати для лікувальних цілей.

### Ґрунти
Оскільки Теребовлянщина знаходиться в зоні лісостепу, то найпоширенішими є лісові опідзолені ґрунти. Серед них переважають:
- сірі лісові ґрунти, поширені на вододільних плато на півдні Теребовлянського району. Для них характерне інтенсивне і глибоке опідзолення, що зумовило чітку диференціацію їхнього профілю на горизонти колоїдного елювію та ілювію. Елювіальний горизонт сильно вилугований, пухкий, безструктурний, натомість ілювіальний, навпаки, збагачений колоїдами, важкий за механічним складом, щільний, водонепроникний. Перегною в гумусовому горизонті мало — 2,1…2,3 %, вміст поживних речовин невисокий — за п'ятибальною системою оцінки — оцінюється на два бали. Тому для підвищення родючості цих ґрунтів потрібно проводити ряд агротехнічних заходів: внесення органічних добрив, мінеральних добрив та вапнування;
- чорноземи опідзолені — найпоширеніші ґрунти в районі. Найбільші їхні площі зосереджені в західній частині району, менше — у східній. Профіль цих ґрунтів відзначається глибокою гумусованістю (80…90 см). Гумусовий горизонт нетривкої порохувато-зернистої структури сягає 45…55 см, у верхньому горизонті міститься 3,6…3,9 % перегною, вміст якого з глибиною поступово зменшується.

Містяться значні запаси поживних речовин: за п'ятибальною системою забезпеченість азотом і фосфором становить чотири бали, калієм — три бали. Чорноземи опідзолені є найбільш родючими ґрунтами в Теребовлянському районі і придатні для вирощування основних зернових і технічних культур, районованих для лісостепової зони.
В центральній та східній частинах району поширені чорноземи глибокі малогумусні. Гумусовий горизонт сягає 45…60 см, має темно-сіре забарвлення, розпушену грудкувато-порохнисту структуру в орному шарі. Гумусу в орному шарі міститься від 3.9 до 4,5 %. Поживними речовинами ці ґрунти забезпечені такою ж мірою, як і чорноземи опідзолені. Для підвищення родючості та поліпшення фізичних властивостей потрібно вносити органічні, а також фосфорні та азотні добрива.
Лучно-чорноземні та чорноземно-лучні ґрунти поширені переважно на вододілі річок Стрипи та Серету, найбільше в межах степу «Панталиха», приурочені до понижень в рельєфі. Лучно-чорноземні ґрунти переважно середньо-суглинисті, багаті перегноєм, мають темне забарвлення, а вміст поживних речовин сягає чотирьох-п'яти балів. За природною родючістю та продуктивністю — це найкращі ґрунти.
Чорноземно-лучні ґрунти відзначаються дещо гіршим водно-повітряним режимом, ніж лучно-чорноземні. У гумусовому горизонті містять 4,5…5,0 % перегною, поживними речовинами забезпечені добре. Переважно розорані та використовуються як рілля.
Лучні та лучно-болотні ґрунти, як і попередні, приурочені до плоскої поверхні межиріччя Стрипи та Серету, а також до долини р. Гнізни. Сформувалися переважно на сучасних алювіальних відкладах (суглинках) в умовах надмірного зволоження під лучною та болотною рослинністю. Генетичний профіль з інтенсивним олгеєнням у всіх горизонтах та материнській породі. Багаті поживними речовинами та високою потенційною родючістю (до 3…6 % перегною у гумусовому горизонті). Використовуються переважно як природні кормові угіддя, сіножаті.
На заході району, у верхній течії Стрипи, а також на лійкоподібних западинах степу «Панталиха» поширені болотні ґрунти, що сформувалися на сучасному суглинистому алювію на низькому рівні заплави р. Стрипа. Верхній шар утворений торфом або дерниною, під яким залягає дуже оглеєний безструктурний гумусовий горизонт. Містять ці ґрунти багато органічних речовин та поживних елементів, мають потенційно високу родючість. Після осушення їх можна використовувати для посівів багаторічних трав, під кормові та овочеві культури.

### Флора
Теребовлянщина знаходиться в західній частині лісостепової зони, і тому тут поєднуються рослинний і тваринний світ як лісової зони, так і зони степів.
Ліси на території Теребовлянського району займають площу 9586 га (8,3 % району) і поширені на півночі і півдні району.
Широколистий ліс представлений такими породами дерев як дуб, граб, ясен, клен, липа, черешня, береза, осика. Підлісок в них розвинений слабо. Ростуть ліщина, горобина, калина, терен. У трав'яному покрові переважають осика хвиляста, копитняк звичайний, ячмінник, подорожник, морозник, зірочки жовті, вероніка дібровна, ряст, звіробій, цмин пісковий.
На невеликих ділянках в околицях сіл Заздрість і Панталиха збереглися деякі види лучно-степової рослинності: ковила волосиста, жовтушник вузьколистий.
Основу степової рослинності складають типчак борознистий, пирій середній, тонконіг, тимофіївка степова. Вони збереглися на схилах горбів і балок, в долинах річок.
На заплавних луках, які ще залишилися на території Теребовлянщини, переважає лучно-болотна рослинність. Вона представлена типовою лучною рослинністю: осока, жовтець, хвощ болотний, калюжниця болотяна, рогіз.
Рослини Теребовлянського району, занесені до Червоної книги України:
- Шафран Ейфеля
- Любка дволиста.
- Росичка круглолиста.
- Підсніжник.
- Анемона лісова
- Сон великий.
- Конвалія лісова.
- Адоніс весняний.
- Лілія лісова.
- Вовчі ягоди пахучі

### Фауна
Ліси на Теребовлянщині не утворюють великих масивів, видовий склад тварин, що проживають у них, незначний.
У кожному лісі обов'язково можна зустріти земноводних: трав'яну та гостроморду жабу, звичайну і зелену ропуху.
Найрізноманітнішою за кількістю видів у лісах Теребовлянського району є фауна птахів, яка змінюється зі зміною пір року. Взимку в лісах живуть осілі і зимуючі птахи. До осілих належать дятел, синиця, сорока, крук, сова. Зимують у лісах яструб, велика і голуба синиці, горобець польовий, вівсянка.
Напровесні з'являються зяблики. Згодом — перелітні птахи, які гніздяться в лісах. Найчастіше зустрічаються: припутень, горлиця, зозуля, шпак. Із звірів у лісах живуть: кріт, їжак європейський, жовтогорла та лісова миша, заєць сірий, вивірка, лисиця звичайна, борсук європейський, дика свиня, сарна європейська, куниця лісова, ласка та інші.
Тваринний світ луків досить своєрідний. Земноводні луків: жаба ставкова, ропухи. Птахи, що живуть на луках — перелітні: жайворонок польовий, очеретяна вівсянка.
Переважають на луках комахи. Джмелі, бджоли, метелики живляться нектаром і пилком лугових квітів. У траві живуть коники, жуки.
Зустрічаються комахи, що є збудниками та переносниками захворювань. Це ґедзь сірий, комар звичайний.
Із звірів на луках живуть: кріт, мишка лучна, житник пасистий, ласка, пацюк сірий.
Тваринний світ сільськогосподарських угідь також різноманітний. Тут можна зустріти ропуху сіру та зелену, жабу трав'яну. Протягом року на сільськогосподарських угіддях є птахи. Взимку — це в основному граки, які утворюють великі зграї, а також ворони, сороки, горобці хатній і польовий, вівсянки, галки.
Навесні поступово з'являються перелітні птахи: шпак, жайворонок польовий, сова сіра, лелека білий, ластівка та багато інших.
Типовими звірами сільськогосподарських угідь є: кріт, їжак, ласка, лисиця, заєць-русак, ховрах рябий, миші польова, мала та хатня, хом'як, полівки руда та сіра.
У річках і ставках району водяться карасі, коропи, лини, окуні, щуки.
Тварини Теребовлянського району, занесені до Червоної книги України:
- Тхір степовий.
- Кіт лісовий.
- Кутора мала.
- Вечірниця мала.
- Метелик Аполлон.

## Екологія
У Теребовлянському районі нараховується два державних заказники, один з яких республіканського значення, 14 ботанічних пам'яток природи місцевого значення, 6 гідрологічних державних пам'яток, одна зоологічна пам'ятка природи місцевого значення.
Державний гідрологічний заказник республіканського значення знаходиться поблизу сіл Семиківці та Соснів. Заболочена заплава річки Тудинки, правої притоки Стрипи, є регулятором її водного режиму, притулком і місцем відтворення водоболотної фауни.

## Адміністративний поділ
У районі — місто Теребовля, смт Микулинці та Дружба і 75 сіл. Одній міській, двом селищним та 40 сільським радам підпорядковано 78 населених пунктів.
| Населений пункт | Орган місцевого самоврядування                                  | Населення | Водойма       |
| Багатківці      | Багатківська сільська рада                                      | 682       | Стрипа        |
| Бенева          | Бенівська сільська рада                                         | 374       | Стрипа        |
| Бернадівка      | Струсівська сільська рада                                       | 282       |               |
| Боричівка       | Теребовлянська міська рада                                      | 550       |               |
| Буданів         | Буданівська сільська рада                                       | 1 634     | Серет         |
| Бурканів        | Бурканівська сільська рада                                      | 856       | Стрипа        |
| Варваринці      | Струсівська сільська рада                                       | 1 357     | Серет         |
| Великий Говилів | Великоговилівська                                               | 1 173     | Тайна         |
| Вербівці        | Вербівська сільська рада                                        | 892       | Звиняч        |
| Вишеньки        | Вишнівчицька сільська рада                                      | 27        | Стрипа        |
| Вишнівчик       | Вишнівчицька сільська рада                                      | 627       | Стрипа        |
| Воля            | Микулинецька селищна рада                                       | 817       | Серет         |
| Гайворонка      | Гайворонківська сільська рада                                   | 508       | Стрипа        |
| Гниловоди       | Гвардійська сільська рада                                       | 438       | Мозолівка     |
| Глещава         | Грещавська сільська рада                                        | 779       | Тарча         |
| Гончарки        | Соснівська сільська рада                                        | 33        | Стрипа        |
| Гумниська       | Острівецька сільська рада                                       | 691       | Серет         |
| Дарахів         | Дарахівська сільська рада                                       | 2 118     | Брусинець     |
| Дворіччя        | Дворічанська сільська рада                                      | 560       | Кнур, Свинуха |
| Деренівка       | Деренівська сільська рада                                       | 531       | Серет         |
| Довге           | Довгенська сільська рада                                        | 691       | Серет         |
| Долина          | Долинська сільська рада                                         | 1 322     | Серет         |
| Дружба          | Дружбівська селищна рада                                        | 1 647     |               |
| Заздрість       | Заздрівська сільська рада                                       | 929       | Тюха          |
| Залав'є         | Плебанівська сільська рада                                      | 545       | Серет         |
| Зарваниця       | Зарваницька сільська рада                                       | 342       | Стрипа        |
| Застіноче       | Острівецька сільська рада                                       | 489       | Серет         |
| Зеленче         | Підгайчицька сільська рада                                      | 431       | Гнізна        |
| Золотники       | Золотниківська сільська рада                                    | 1 789     | Стрипа        |
| Зубів           | Різдвянівська сільська рада                                     | 413       | Серет         |
| Іванівка        | Іванівська сільська рада                                        | 1 592     |               |
| Ілавче          | Ілавченська сільська рада                                       | 1 575     | Вовча Жила    |
| Кам'янка        | Дарахівська сільська рада                                       | 186       | Брусенець     |
| Кобиловолоки    | Кобиловолоцька сільська рада                                    | 1 592     |               |
| Конопківка      | Микулинецька селищна рада                                       | 688       |               |
| Котузів         | Котузівська сільська рада                                       | 455       |               |
| Кровинка        | Кровинківська сільська рада                                     | 1 424     | Гнізна        |
| Кривки          | Микулинецька селищна рада                                       | 264       | Серет         |
| Ладичин         | Ладичинська сільська рада                                       | 1 208     | Нішла         |
| Ласківці        | Ласковецька сільська рада                                       | 1 946     | Звиняч        |
| Лозівка         | Іванівська сільська рада                                        | 145       |               |
| Лошнів          | Лошнівська сільська рада                                        | 1 419     | Гнізна        |
| Малий Говилів   | Великоговилівська сільська рада                                 | 437       | Тайна         |
| Малів           | Підгайчицька сільська рада                                      | 354       | Серет         |
| Маловоди        | Маловодівська сільська рада                                     | 275       |               |
| Микулинці       | Микулинецька селищна рада                                       | 3 457     | Серет         |
| Мшанець         | Мшанецька сільська рада                                         | 1 098     |               |
| Надрічне        | Надріченська сільська рада                                      | 509       | Стрипа        |
| Налужжя         | Струсівська сільська рада                                       | 505       | Серет         |
| Нова Брикуля    | Хмелівська сільська рада                                        | 300       |               |
| Нова Могильниця | Могильницька сільська рада, до якої входить ще Стара Могильниця | 643       | Гнила Рудка   |
| Острівець       | Острівецька сільська рада                                       | 420       | Серет         |
| Панталиха       | Соколівська сільська рада                                       | 65        |               |
| Папірня         | Буданівська сільська рада                                       | 269       |               |
| Підгайчики      | Підгайчицька сільська рада                                      | 952       | Серет         |
| Підгора         | Підгайчицька сільська рада                                      | 85        |               |
| Підруда         | Семиківська сільська рада                                       | 95        |               |
| Плебанівка      | Плебанівська сільська рада                                      | 1 172     | Гнізна        |
| Раковець        | Соснівська сільська рада                                        | 285       | Стрипа        |
| Романівка       | Романівська сільська рада                                       | 726       | Гнила Рудка   |
| Різдвяни        | Різдвянівська сільська рада                                     | 620       | Серет         |
| Сапова          | Зарваницька сільська рада                                       | 168       | Стрипа        |
| Семенів         | Підгайчицька сільська рада                                      | 545       | Серет         |
| Семиківці       | Семиківська сільська рада                                       | 241       | Стрипа        |
| Соколів         | Соколівська сільська рада                                       | 532       | Стрипа        |
| Сороцьке        | Сороцька сільська рада                                          | 942       | Сороцька      |
| Соснів          | Соснівська сільська рада                                        | 666       | Стрипа        |
| Стара Брикуля   | Хмелівська сільська рада                                        | 442       |               |
| Струсів         | Струсівська сільська рада                                       | 1 501     | Серет         |
| Сущин           | Сущинська сільська рада                                         | 516       | Гнізна        |
| Теребовля       | Теребовлянська міська рада                                      | 15 400    | Серет         |
| Тютьків         | Дарахівська сільська рада                                       | 557       | Тюха          |
| Хмелівка        | Хмелівська сільська рада                                        | 586       | Серет         |

## Археологічні знахідки
Багатий район пам'ятками археології, археологічними знахідками. Це, зокрема: місце кремінярської майстерні, уламок обробленого людиною ікла мамонта в селі Налужжя, крем'яна сокира із села Зубів; майстерня трипільської культури у с. Буданів (урочище Кремінне); стоянка середнього палеоліту в селі Долина (урочище Пасовисько). Тут виявлено сліди найдавнішої на Теребовлянщині людської оселі пори стародавньої кам'яної доби (100-40 тисяч років тому); мезолітичні стоянки в селах району Кривки, Плебанівка, смт. Микулинці; поселення культури Ноа: селище Київської Русі і курган у селі Воля (урочище За левадою); два поселення ранньозалізної доби в с. Лошнів (урочище Заграбина і Кринички); поселення ранньозалізної доби, трипільської культури, селище Київської Русі в місті Теребовля (урочище За парком).
Теребовлянщина належить до давньозаселених земель Європи. Розкопки показують, що перша палеолітична людина з'явилася тут близько 100 тисяч років тому. А прийшла вона сюди з долин Подністров'я річкою Серет. Сліди її знайшов дослідник Ю. Полянський у 1928 році в селі Янів (тепер село Долина). У 1980-х роках на південних околицях села Підгайчики виявлено середньопалеотичну стоянку. Біля містечка Микулинці, на правому березі річки Серет, відкрито стоянку доби мезоліту (11-8 тисяч років тому). У неолітичну добу (8-5 тисяч років тому) в сфері духовної й матеріальної культури населення Теребовлянщини відбулися важливі зміни. Кількість людей збільшилася; вони перейшли до осілого способу життя, почали будувати міцні — заглиблені або наземні хати, гуртуватися в малі селища. Сліди неолітичної стоянки виявлені в с. Налужжя. У IV—II тисячолітяж до н. е. на території Теребовлянщини проживали племена трипільської культури. У пізній неолітичній добі спокійне життя подільських хліборобів стурбували перші хвилі мігрантів, що з перенаселеної та знищеної льодовиком Центральної Європи почали пересуватися на врожайні чорноземи теплішого півдня. Першими були норди. Колекція різноманітних знахідок Теребовлянського історико-краєзнавчого музею свідчить про існування племен культури ноа (XIV-ХІІ століттях до н. е.) бронзової доби.
Терени Теребовлянщини на початку залізної доби (VIII—VI століттях до н. е.) заселяли племена висоцької культури. П'ять поселень ранньозалізного періоду знайдено у 1991 році на півночі від села Лошнів. Приблизно в VI столітті до н. е. прийшла в наш край нова хвиля мігрантів — цього разу зі сходу. Грецький історик Геродот називав їх «скіфами-орачами».
У І столітті до н. е. вздовж Західного Бугу і Сану прийшли в Подністров'я войовничі венеди — предки західних слов'ян.
У ІІ-V столітті н. е. на території краю проживали племена черняхівської культури. Основним заняттям черняхівців було орне землеробство. В умовах осілого побуту воно тісно пов'язувалось зі скотарством. Високого розвитку набули металургія і обробка металів, гончарство, ткацтво, деревообробне ремесло.
До кінця не з'ясоване питання про те, які саме східнослов'янські племена населяли Теребовлянщину у наступні століття. Одні вчені називають білих хорватів, інші — дулібів. Заселення наших земель в давньоруський період відбувалося інтенсивно, про що свідчить значна кількість виявлених городищ, поселень та могильників. Частина з них, мабуть, була укріпленнями — феодальними замками, решта — містами, центрами ремесел, торгівлі.

## Історія
Територія Теребовлянського району заселена в епоху раннього палеоліту (100 тисяч років до Р. Х.). 6 ст. до Р. Х. виникли Поселення скіфів, венедів.

Пам'ятник князеві Васильку у Теребовлі

Від 10 ст. Теребовлянська земля належала до Київської Русі. На Любецькому з'їзді Теребовельське князівство відійшло до князя Василька Ростиславича; згодом престол належав до Галицько-Волинської держави. 1241 землі Теребовлянщини зазнали татаро-монгольського спустошення. Від 1349 — належали до Польщі; за реформою 1434 тут утворилося Теребовлянське староство. 1772 Теребовлянщина — в Австрійській імперії, 1809–1815 — під владою Росії. У листопаді 1918 тут утворено повіт Тернопільського воєводства ЗУНР (до липня 1919). Вересень 1920 — вересень 1939 належало до Польщі, до липня 1941 — УРСР, липень 1941 — липень 1944 — німецько-нацистська окупація.
На Теребовлянщині до 1939 діяли товариства «Просвіта», «Рідна школа», «Союз українок», «Сільський господар» та ін., ряд молодіжних т-в: «Сокіл», «Луг», «Пласт» та ін. У Повоєнні роки завершено адміністративне районування і колективізацію сільського господарства, які супроводжувалися каральними акціями.
25 травня 2014 року відбулися Президентські вибори України. У межах Теребовлянського району було створено 79 виборчих дільниць. Явка на виборах складала — 81,13 % (проголосували 40 638 із 50 087 виборців). Найбільшу кількість голосів отримав Петро Порошенко — 64,87 % (26 362 виборців); Юлія Тимошенко — 13,01 % (5 285 виборців), Олег Ляшко — 10,38 % (4 220 виборців), Анатолій Гриценко — 6,02 % (2 446 виборців). Решта кандидатів набрали меншу кількість голосів. Кількість недійсних або зіпсованих бюлетенів — 0,67 %. 

## Економіка
Район серед інших у Тернопільській області виділяється виробництвом ялинкових прикрас, будівельних матеріалів, вершкового масла, цукрових буряків тощо.
Формування господарського комплексу відбувалося під впливом певних соціально-економічних умов. Перебуваючи у складі Австро-Угорщини і Польщі Теребовлянщина була у порівнянні з іншими регіонами цих країн відсталим, злиденним краєм. У структурі її економіки переважало сільське господарство. Найкращі землі належали великим землевласникам, а селянські господарства в більшості були малоземельними. Єдиною добре розвиненою галуззю промисловості було ґуральництво (Іванівна, Глещава, Кобиловолоки, Струсів, Вишнівчик) та кам'яний промисел. Розвинений був хатній промисел, де чільне місце посідали ткачі.
В період між двома світовими війнами (1920—1939 рр.) населення Теребовлянщини також перебувало у злиденному становищі. Землю обробляли старим, дідівським методом. Збирали і сіяли хліб ручним способом. Вирощували жито, ячмінь, овес і пшеницю. В Теребовлі переважали дрібні ремісничі майстерні. Був цегельний завод, молочарня, ковбасний цех, бойня.
Після Другої світової війни на території району відбулися значні соціально-економічні зміни: проведено колективізацію сільськогосподарського виробництва, були утворені колгоспи і радгоспи. У цей період збудовані нові підприємства, реконструйовані старі. У 1946 р. в Теребовлі вступила в дію швейно-взуттєва фабрика. Відновили роботу МТС, цегельний завод, маслозавод, фабрика ялинкових прикрас.
Чергові суттєві соціально-економічні зміни почалися у 90-х р. XX ст. Внаслідок кризи більшість промислових підприємств опинилися у стані занепаду. Для зростання економічного потенціалу району потрібні значні інвестиції. Нині основна галузь господарства — вирощування зернових і технічних культур.

### Сільське господарство
У цілому в Теребовлянському районі сприятливі умови для розвитку сільського господарства.
На території району розташовано 75565 га орних земель.

#### Рослинництво
Серед галузей господарства на першому місці — рослинництво. Воно дає 84 % товарної продукції. За даними статистичного управління площі під картоплю становили 60 га, овочі — 4 га, кормові культури — 11648 га, інші культури — 1265 га. Господарствами району було зібрано 88,4 тис. тонн овочів.
Найбільші посівні площі в районі займають зернові культури, а серед них — озима пшениця. Вирощують також ячмінь, горох, кукурудзу, гречку, овес тощо.
Структура посівних площ сільськогосподарських культур та урожайність сільськогосподарських культур в районі за 2001—2002 р.:
| Озима пшениця  | 12715 | 15,7 | 8840 | 28,3  |
| ячмінь         | 7714  | 18,9 | 8976 | 19,7  |
| овес           | 1066  | 11,1 | 920  | 14,9  |
| кукурудза      | 2456  | 205  | 2392 | 199,2 |
| гречка         | 2856  | 4,5  | 1890 | 4,5   |
| горох          | 1041  | 17,2 | 907  | 17,9  |
| цукровий буряк | 4634  | 213  | 2753 | 186   |
| картопля       | 44,5  | 74,3 | 14   | 98,6  |
| овочі          | 5     | 64,5 | 11   | 61,8  |

Природні умови району сприяють розвиткові овочівництва, але посівні площі цих культур ще невеликі. Овочівництво досі ще нерентабельне, хоча при правильному його веденні і обробітку може приносити значні прибутки. Головними овочевими культурами в районі є капуста, морква, столовий буряк.
Виробництво сільськогосподарської продукції в районі, у тонах.
| Види продукції | 2001 р. | 2002 р. |
| -------------- | ------- | ------- |
| зерно          | 74928   | 85968   |
| цукровий буряк | 171036  | 133958  |
| картопля       | 49610   | 57078   |
| овочі          | 4196    | 76      |

Основою стабілізації землеробства є підвищення родючості земель та їх збереження від ерозії. У зв'язку з цим планується постійне нарощування обсягів внесення органічних добрив — до 4-5 тонн на гектар ріллі та мінеральних — до 36 кг діючої речовини на гектар ріллі в найближчі два роки.

#### Тваринництво
Тваринництво є другою галуззю сільськогосподарського виробництва в районі. Воно дає 16 % товарної продукції. Для його розвитку в районі є сприятливі умови: польове кормовиробництво, наявність пасовищ тощо. Найважливішими галузями тваринництва є скотарство, свинарство. Розвивається також вівчарство.
Виробництво продуктів тваринництва у всіх категоріях господарств району.
| Види продукції       | 1985    | 1990    | 2001  | 2002  |
| -------------------- | ------- | ------- | ----- | ----- |
| М’ясо (жив. вага), ц | 86226   | 63618   | 6857  | 6647  |
| Молоко, ц            | 350,844 | 214,965 | 40580 | 40639 |
| Вовна, ц             | -       | 144     | -     | -     |

Скотарство в районі має м'ясо-молочну спеціалізацію. Середній надій молока від однієї корови становить 2107 кг молока станом на 1 січня 2003 р. В районі нараховувалося 27934 голів великої рогатої худоби (у господарствах району — 6891, у населення — 21043), в тому числі корів — 13889 (у господарствах району — 1733, у населення — 12156). Свинарство є важливою галуззю тваринництва. В районі є сприятливі умови для збільшення поголів'я свиней. Однак, поголів'я свиней також зменшилося порівняно з минулими роками і становить 20 тис. голів (1999 р. — 22971). Упродовж останніх років спостерігається тенденція збільшення поголів'я свиней у підсобних господарствах населення.
Виробництво м'яса порівняно з 2000 р. (5310 т) зменшилося і становить 5280 тонн.
Упродовж останнього десятиліття зросло поголів'я коней, що перебувають у приватній власності громадян. Їх використовують переважно як тяглову силу.
За обсягом сільськогосподарського виробництва Теребовлянський район займає 7 місце серед районів області.
Основним напрямком розвитку тваринництва в районі є стабілізація поголів'я худоби та його збільшення, зміцнення кормової бази і поліпшення годівлі, поліпшення селекційно-племінної роботи та використання досягнень науково-технічного прогресу в генетиці та селекції.
Найкращих результатів у веденні сільськогосподарського виробництва досягло приватно-орендне підприємство «Іванівське» (керівник — заслужений працівник сільського господарства А. І. Білик).
У числі перших за комплексом показників розвитку основних галузей сільськогосподарського виробництва — СВАТ «Мшанецьке буряконасінницьке господарство», ТзОВ «Ласковецький Бровар», «Прогрес», ПАП «Крок», «Надзбруччя», ТзОВ «Зоря», фермерські господарства «Вікторія», «Нива». Високий рівень агротехніки та вміла організація праці забезпечують стабільні врожаї у господарствах «Сущинське», «Лошнівське», «Острівецьке», «Поділля», «Урожай».
Розвивається інфраструктура аграрного ринку — в районі працює 104 заготівельних пунктів, в тому числі — із заготівлі молока — 60, 4 фірмових магазини, виробничо-обслуговуючий кооператив «Ріпак». Створені кооперативи з надання послуг з ремонту та використання сільськогосподарської техніки та автомобілів при ВАТ Теребовлянська «Агропромтехніка», реалізації міндобрив, засобів захисту рослин, надання автотракторних послуг при ВАТ «Райагрохім».
Площа сільськогосподарських угідь — 93,8 тис. га. Сільськогосподарську продукцію виробляють 118 підприємств. Найбільші сільськогосподарські підприємства: ПОП «Іванівське» (с. Іванівка) і «Крок» (с. Ласківці), ВАПП «Мшанецьке» (с. Мшанець), ТзОВ «Прогрес» (с. Заздрість) і «Колос» (с. Вел. Говилів).

### Промисловість
Провідне місце серед галузей промисловості займає харчова. У ній виділяється молочна, плодово-овочева, хлібопекарська, спиртово-горілчана тощо.
Плодово-овочева промисловість розвивається на місцевій сировині. Переробка овочів і фруктів здійснюється на консервних заводах у Теребовлі та Микулинцях.

#### Харчова промисловість
Молочна промисловість виробляє масло, сир, цільномолочні продукти, сухе знежирене молоко.
З початку вересня 2001 р. на місці колишнього хлібозаводу в Золотниках почало працювати нове підприємство — міні-молокозавод. Золотниківська «Альма-віта» розширює асортимент молокопродуктів. Завод покликаний задовольнити потреби населення в кисломолочній продукції: кефір, ряжанка, йогурти тощо. Також налагоджено випуск масла та казеїну. Планується освоїти випуск сухого знежиреного молока. Сировина на завод надходить з сіл не тільки нашого, але й сусідніх районів області, а також з Львівської та Хмельницької областей.
Хлібопекарська промисловість представлена комбінатами хлібопродуктів, які працюють у Теребовлі та Микулинцях.
На різноманітній сировинній базі розвивається спиртова промисловість, підприємства якої розміщені в Струсові та Кобиловолоках.
Про високу якість микулинецького пива, яке випускає ВАТ «Бровар», знають не тільки в районі, а й в Україні та за її межами.
З липня 2002 р. зупинив виробництво ВАТ «Теребовлянський завод сухого знежиреного молока». Без роботи залишилось майже 200 працівників. З 1 серпня завод став на консервацію. Причини називаються такі: нестача обігових коштів, втрата сировинної бази.

#### Деревообробна промисловість
Найбільше підприємство деревообробної промисловості району — Микулинецька фабрика «Медобори». Вона належить до тих, хто в нинішній складній економічній ситуації зуміли зберегти виробничий потенціал. За підсумками 2001 р. фабрикою було випущено продукції майже на 500 тис. грн. 60 % продукції фабрики становлять швейні вироби і 40 % — деревообробки. Працівники фабрики освоїли технологію виготовлення напівм'яких крісел. Приймають замовлення на виготовлення канцелярських столів, столиків під комп'ютери, журнальних столиків, табуреток, тумбочок.

#### Взуттєва промисловість
Підприємство взуттєвої промисловості ВАТ Теребовлянська взуттєва фабрика ще недавно простоювала. А були часи, коли теребовлянське взуття користувалось надзвичайним попитом не тільки в районі, а й за його межами. В асортименті фабрики було дитяче, жіноче та чоловіче взуття, яке відзначалось надзвичайною зручністю та помірною ціною. Але за допомогою іноземних інвестицій, на його базі була створена філія спільного українсько-італійського підприємства «Ла-Кастеллана». Сировина на підприємство надходить з Італії. В середині 2003 р. на підприємстві працювало 120 осіб., а до кінця року планується збільшити кількість працівників до 400 осіб. Вся продукція надходить на замовлення у європейські країни.

#### Промисловість будівельних матеріалів
Промисловість будівельних матеріалів сформувалась на основі використання місцевих нерудних корисних копалин. Як не прикро визнати, але будівельна галузь району перебуває в стані занепаду. Такі будівельні організації району як міжгосподарська будівельна ПМК-17, Золотниківська ПМК вже протягом тривалого часу не мали замовлень на ведення промислового будівництва. Ці та подібні їм організації займаються в основному поточними роботами, дрібним ремонтом і в результаті до мінімуму скоротили свою виробничу діяльність.
З травня 2001 року почали випускати цеглу на Теребовлянському ВАТ «Заводоуправління будівельних матеріалів». В основному її реалізують для приватного будівництва.
На Дружбівському ВАТ «Будіндустрія» почали випускати дрібними партіями фундаментні блоки. Виробничі потужності даного підприємства значно більші. На жаль, залізобетонні конструкції в такій кількості зараз нікому не потрібні.
Торговий дім «Булат», що у Микулинцях, виготовляє чавунне, стальне, декоративне, пічне литво. Здійснює ремонт електродвигунів.

#### Виробництво ялинкових прикрас
В районі також налагоджено виробництво ялинкових прикрас. У м. Теребовлі функціонує ВАТ «Фабрика ялинкових прикрас». Нелегкі випробування випали на долю її працівників. Проте сьогодні вже можна говорити про здобутки даного підприємства.
Валовий прибуток за 9 місяців 2001 року становить 98,5 тис. грн., тоді, як за 9 місяців 2000 року збитки становили 74,8 тис. грн. Продукція фабрики відома на ринках України, Росії, Польщі, Канади тощо — географія постійно розширюється. Особливо цікавим перспективним і, мабуть, основним є ринок Росії, де попит на Теребовлянські ялинкові прикраси великий. За рахунок зміни технології виробництва, закупівлі нових німецьких фарб, лаків продукція фабрики користується попитом, оскільки ціни порівняно невисокі.

### Економічні зв'язки
Теребовлянщина вивозить свою продукцію в області України. Підприємство «Феропласт» постачає свої вироби у Львівську, Дніпропетровську, Київську області. Пиво з Микулинець постачається в усі області Західної України. Район вивозить ялинкові прикраси, спирт, горілчані вироби, безалкогольні напої, молокопродукти, плодоовочеві консерви, пісковик.
Із інших областей в район надходять паливо і мастильні матеріали, деревина і вироби з неї, добрива, лаки і фарби, електротовари, одяг і взуття, цемент, олія, мийні засоби, сіль, кондитерські вироби, шифер, трактори, телевізори, труби.
У 2001 році район експортував продукцію на 878,85 тис. дол. США, а імпортував на 527,41 тис. дол. США. В структурі експорту переважає продукція харчової промисловості, а імпорту — продукція харчової, хімічної, машинобудівної промисловості, сировина, паливо. Зараз в районі спостерігається піднесення економічного розвитку із залученням іноземних інвестицій. Прямі іноземні інвестиції в Теребовлянському районі на 1 січня 2002 р. склали 119, 95 тис. дол. США.
Серед товарів, що вивозяться за межі району, переважає цукор, алкогольні та безалкогольні напої, м'ясопродукти, масло, ялинкові прикраси. Найбільші обсяги експортних перевезень спрямовуються в Росію (ялинкові прикраси, цукор). Вивозяться товари із району також у країни Європи, зокрема в Польщу, Німеччину. В Польщу експортується казеїн з Золотниківського міні-молокозаводу. Продукція фабрики ялинкових прикрас вивозиться і в Канаду.
Цукровий буряк від господарств району та населення постачається як на цукрові заводи нашої області (Чортківський, Хоростківський, Бучацький, Козівський), так і на заводи сусідніх областей. Зокрема, заготівлю цукрового буряка здійснюють Сатанівський та Волочиський заводи Хмельницької області.
Заготівлею м'яса для його переробки займаються Чортківський та Тернопільський м'ясокомбінати, а також Барська птахофабрика Вінницької області.
Торговий дім «Булат» сировину для литва отримує з Дніпра, Маріуполя, Кам'янського. Готова продукція відправляється в Росію та республіки Середньої Азії.
За останні роки район розширив торговельні зв'язки з країнами Європи у напрямі імпорту продукції. Із Німеччини надходить на фабрику ялинкових прикрас фарба для іграшок, із Польщі — одяг та взуття, з Німеччини і Угорщини — ліки, з Греції — фрукти. Емаль-провід для ремонту електродвигунів торговий дім «Булат» завозить з Росії. Кобиловолоцький спиртозавод сировину отримує з Молдови. Підприємство «Феропласт», яке розташоване в Садах, отримує сировину для своєї продукції (пінополістиролові плити) з Польщі.
Із держав колишнього СРСР в район надходять нафта і природний газ, деревина, гумові вироби, одяг, риба.

## Населення

### Історична ретроспектива
Перша палеолітична людина з'явилася у на території району близько 100 тисяч років тому. Люди, які здавна тут проживали, займалися мисливством, рибальством, землеробством і скотарством. Перші містечка — Теребовля, Микулинці, виникли в давньоруський період як фортеці, центри ремесла і торгівлі. Уже наприкінці XI століття Теребовля була знана як княжа столиця.
Особливого розвитку отримали міста після надання їм маґдебурзького права. Розвиток сіл та містечок в XV — XVII ст. стримувався нападами турків і татар.
Після захоплення Галичини польською королевою Ядвігою в 1387 р. почалася колонізація і латинізація Теребовельської землі, яка тривала до 1772 р.
У XVIII столітті територія Теребовлянщини була під владою Австрії. Це відбилося на розвитку поселень, особливостях їх забудови, на умовах життя та діяльності людей.
На чисельність населення сіл і містечок Теребовлянщини кінця XIX ст. — початку XX ст. значний вплив мала масова еміграція населення в США, Канаду, Аргентину, Бразилію. У цей час майже 18 тисяч осіб у пошуках роботи виїхало за межі краю. Лише з Теребовлі протягом 1895—1898 рр. виїхала 41 родина.
У 1910 р. на території Теребовлянського повіту було 43 населених пункти, в яких проживало 81048 осіб. Значних втрат зазнало населення в роки Першої світової війни і в післявоєнний період — період боротьби українського народу за свою державність. Згадкою про це є могили українським січовим стрільцям, насипані майже у кожному селі району.
За польським переписом 1921 р. кількість населення Теребовлянщини становила 72304 особи. Наступний перепис через десять років показав, що в повіті проживало 84311 осіб. З них 40432 — українці (48 %), 38974 — поляки (46,2 %), 4875 — євреї (5,7 %), 60 осіб (0,1 %) становило населення інших національностей. Збільшення польського населення відбулось як наслідок спеціальної державної політики «осадництва» та перетягування в римокатолицьку конфесію, так званні латинники.
У роки польського панування Теребовля залишалася відсталим економічно містом. З нападом 1 вересня 1939 р. гітлерівської Німеччини на Польщу розпочалася Друга світова війна, а 17 вересня на західноукраїнські землі вступила Червона Армія. Почався процес «совєтизації» наших земель. 22 червня 1941 р. почалася німецько-радянська війна. Вже 6 липня німецькі війська вступили в Теребовлю. Період окупації був важким і трагічним. Немало пролилось невинної крові. Багато молоді забрано на примусові роботи до Німеччини. Після звільнення краю від німців і відновлення радянської влади почалися великі міграційні процеси. Першим з них було виселення поляків і переселення на їхнє місце українців з Польщі. З утворенням колгоспів почалися репресії проти селян, які не хотіли віддавати свою власність. Їх вивозили в Сибір і північні території СРСР. Туди ж прямували ешелони з учасниками ОУН-УПА та їхні сім'ї. Для відновлення шахт Донбасу проводили мобілізацію трудових резервів.

### Сучасний стан
Теребовлянський район займає 4 місце серед районів області за чисельністю населення. Упродовж останніх років воно поступово зменшується. Причина полягає передусім у від'ємному природному прирості населення, що визначається показниками народжуваності та смертності.
Динаміку змінюваності чисельності населення Теребовлянського району у 1990-х-2000-х демонструє нижче наведений графік:
Теребовлянщина належить до районів області з низькими темпами природного приросту населення. Це ілюструють такі дані: в 2001 р. на 1000 осіб народжувалося 8,7 осіб, а помирало — 16,4 особи. З 90-х років в районі триває процес депопуляції, тобто смертність перевищує народжуваність. Природний приріст є від'ємним і становить — 7,7.
Це зумовлено багатьма чинниками, основним з яких є: зниження рівня і якості життя людей у період соціально-економічної кризи, розпад традиційної української сім'ї, міграція молодих людей за межі району та держави, старіння населення тощо.
Поглиблює демографічну кризу на Теребовлянщині механічний рух населення. Сучасні міграції мають здебільшого соціально-економічні причини: масове безробіття в області (у тому числі приховане), низька заробітна праця, невиплата заробітної плати (особливо в селах). Щороку частина працездатного населення району виїжджає за його межі на заробітки, з них лише частина повертається назад. Починаючи з 1995 р., сальдо міграції є від'ємним. Таким чином, в останні роки кількість населення району постійно зменшується.
На початку 90-х р. мешканці району виїжджали в інші країни на постійне місце проживання. В останні роки переважає трудова (в основному нелегальна міграція). Потоки мігрантів формуються із жителів сільської місцевості, та міської. Зріс механічний рух населення з міст внаслідок зупинки промислових підприємств, скорочення працівників багатьох установ і закладів.
Теребовлянський район є одним із районів області, який характеризується найбільшими обсягами трудової міграції за кордон.
Станом на 2001 рік трудових мігрантів сільського населення — разом 1751 осіб: 942 чоловіків і 809 жінок (7,4 відсотків чол. працездатного віку, 7,8 відсотків жінок працезданого віку, 6,9; це становить 53,8 і 46,2 відсотків відповідно чоловіків і жінок до заг. кількості мігрантів.
«Маятникові» міграції населення з 90-х років зменшилися внаслідок скорочення діяльності, ліквідації підприємств, в яких були зайняті працівники. На обсяги даної міграції вплинуло також подорожчання транспортних послуг, скорочення кількості рейсів автобусів і приміських поїздів. Значна частина людей, які раніше їздили на роботу у міста, залишилася у своїх населених пунктах і працюють у сільському господарстві.

### Статево-вікова структура населення
Зниження показників природного приросту населення негативно позначається на статево-віковій структурі.
У статевій структурі населення Теребовлянського району жінки становлять 55, 6 %, чоловіки — 44,4 %. Таким чином, на кожні 1000 жінок припадає 799 чоловік.
Розподіл населення за віком та статтю (2001):
| Стать | Всього | До 15 років | 15-24 | 25-44 | 45-64 | 65-85 | Понад 85 |
| --- | ------ | ----------- | ----- | ----- | ----- | ----- | -------- |
| Чоловіки | 32 258 | 6719        | 4647  | 9735  | 6754  | 4261  | 142      |
| Жінки | 37 922 | 6416        | 4335  | 9258  | 8461  | 8808  | 644      |
| \| Статево-вікова піраміда \| Статево-вікова піраміда \| Статево-вікова піраміда \| \| ----------------------- \| ----------------------- \| ----------------------- \| \| Чоловіки \| Вік \| Жінки \| \| 142 \| 85 + \| 644 \| \| 278 \| 80-84 \| 912 \| \| 751 \| 75-79 \| 2105 \| \| 1477 \| 70-74 \| 2845 \| \| 1755 \| 65-69 \| 2946 \| \| 1805 \| 60-64 \| 2593 \| \| 1219 \| 55-59 \| 1709 \| \| 1800 \| 50-54 \| 2061 \| \| 1930 \| 45-49 \| 2098 \| \| 2623 \| 40-44 \| 2547 \| \| 2498 \| 35-39 \| 2303 \| \| 2274 \| 30-34 \| 2208 \| \| 2340 \| 25-29 \| 2200 \| \| 2298 \| 20-24 \| 2180 \| \| 2349 \| 15-20 \| 2155 \| \| 2697 \| 10-14 \| 2601 \| \| 2245 \| 5-9 \| 2162 \| \| 1777 \| 0-4 \| 1653 \| |        |             |       |       |       |       |          |
| Статево-вікова піраміда |        |             |       |       |       |       |          |
| Чоловіки | Вік    | Жінки       |       |       |       |       |          |
| 142 | 85 +   | 644         |       |       |       |       |          |
| 278 | 80-84  | 912         |       |       |       |       |          |
| 751 | 75-79  | 2105        |       |       |       |       |          |
| 1477 | 70-74  | 2845        |       |       |       |       |          |
| 1755 | 65-69  | 2946        |       |       |       |       |          |
| 1805 | 60-64  | 2593        |       |       |       |       |          |
| 1219 | 55-59  | 1709        |       |       |       |       |          |
| 1800 | 50-54  | 2061        |       |       |       |       |          |
| 1930 | 45-49  | 2098        |       |       |       |       |          |
| 2623 | 40-44  | 2547        |       |       |       |       |          |
| 2498 | 35-39  | 2303        |       |       |       |       |          |
| 2274 | 30-34  | 2208        |       |       |       |       |          |
| 2340 | 25-29  | 2200        |       |       |       |       |          |
| 2298 | 20-24  | 2180        |       |       |       |       |          |
| 2349 | 15-20  | 2155        |       |       |       |       |          |
| 2697 | 10-14  | 2601        |       |       |       |       |          |
| 2245 | 5-9    | 2162        |       |       |       |       |          |
| 1777 | 0-4    | 1653        |       |       |       |       |          |

Співвідношення між чоловіками і жінками неоднакове у різних вікових групах. У дитячому та юнацькому віці приблизно однакова кількість дівчат і хлопців, навіть хлопців дещо більше. Але в середньому віці співвідношення поступово змінюється на користь жінок, у старшому віці чоловіків стає майже удвічі менше, ніж жінок. Це пов'язано з тим, що у жінок більша тривалість життя, а пік смертності у чоловіків настає після 40 років, у жінок — після 50 років. Також на це впливає спосіб життя, умови праці, більша витривалість жіночого організму.
У віковій структурі населення можна виділити 3 групи:
- діти і підлітки (0-16 років) — 15576, міське — 4375, сільське — 11201;
- працездатне населення: жінки у віці 17-55 років — 16840 осіб, 5461 — міське, 11409 — сільське; чоловіки — 17-60 років — 18459 осіб, міське — 5493, сільське — 12966
- люди пенсійного віку: жінки (старші 55 років) — 13793 осіб, міське — 2473, сільське — 11320; чоловіки — 6247 осіб, міське — 1159, сільське — 5088.

У віковій структурі населення району найнижча частка дітей і підлітків. Це пов'язано зі зниженням показників народжуваності, що матиме негативні соціально-економічні наслідки в майбутньому. Частка людей пенсійного віку зростає. Є значні відмінності в статево-віковій структурі міського та сільського населення.

### Національний склад населення
За даними Всеукраїнського перепису населення 2001 р., на території району проживають представники різних національностей. Більшість складають українці — 69482, що становить 98 % усього населення. Росіян в районі проживає 414 осіб. (0,6 %), поляків — 176 осіб (0,2 %). Представники інших національностей становлять 1,2 %. Серед них є білоруси — 0,05 %, молдовани — 0,02 %, латиші, вірмени, узбеки тощо.
Такий склад населення сформувався під впливом політичних та соціально-економічних умов, що існували в певний період історичного розвитку краю і зазнавав у процесі формування постійних змін. За останнє десятиліття в районі постійно зростає частка українців.

### Трудові ресурси
Теребовлянський район, як і вся Тернопільська область, належить до трудонадлишкових регіонів країни. На початку 2002 р. кількість населення у працездатному віці становила 35 299 осіб. У громадському виробництві, за офіційними даними, були задіяні лише 15 269 осіб. Таку велику різницю зумовили кілька чинників: інваліди в працездатному віці, безробітні, трудові мігранти, офіційно незареєстроване зайняте і незайняте населення, особи, що займаються індивідуальною трудовою діяльністю.
За останнє десятиріччя змінилася галузева структура зайнятості у бік зростання частки зайнятих у невиробничій сфері. Внаслідок економічної кризи багато промислових підприємств району працюють не на повну потужність або взагалі припинили свою діяльність. Відбувається скорочення робітників. Станом на 1 січня 2003 р. в районі статус безробітного мали 1375 осіб. Ще донедавна у сільськогосподарському виробництві працювали здебільшого пенсіонери. Зараз спостерігається процес «омолодження» трудових ресурсів, що працюють на землі. Внаслідок реформування форм власності на селі багато сільських жителів збільшили свої земельні наділи й обробляють їх, створюються фермерські господарства.
У структурі зайнятих у суспільному виробництві частка людей з вищою освітою є найбільшою в установах освіти, охорони здоров'я, у сфері управління.

## Транспорт
Автомобільні дороги району наприкінці XIX — поч. XX ст. були в основному кам'яні. На початку XX ст. при їх будівництві почали застосувати щебеневе покриття, а також мостити бруківкою. Ширина таких доріг становила 4,5 м. Ці дороги використовувались до 60-х років XX ст. Саме тоді почалося переведення покриття в чорно-щебеневі та асфальтобетонні. Спочатку ця технологія була застосована до доріг І-ІІІ категорій. І лише на початку 80-х років була проведена реконструкція решти доріг.
У Теребовлянському районі розвинені автомобільний та залізничний види транспорту. Провідне місце займає автомобільний транспорт. Це пов'язано з тим, що він є найбільш маневровим і здійснює перевезення на невеликі відстані, тобто в межах свого краю. Автомобілі різних типів зосереджені у автотранспортних підприємствах (АТП).

### Автомобільний транспорт
У власності ВАТ «Микулинецьке АТП 16144» нараховується 66 автомобілів. З них 48 вантажівок, а 18 — автобусів. Вантажні автомобілі здійснюють перевезення зерна, борошна, цементу, цегли, щебеню тощо. Автобуси обслуговують перевезення пасажирів на 10 маршрутах між селами району, Теребовлею та Тернополем. Міжнародний маршрут E85 (Тернопіль — Кишинів) обслуговується також цим підприємством.
Спеціалізоване Струсівське АТП створювалось для перевезення автомобілями залізобетонних конструкцій, тому в його парку знаходиться 26 автомобілів великої вантажопідйомності — 8-10 тон. Останні роки АТП переживає не найкращі часи. В основному машини задіяні на перевезення цукрового буряка, каменю і цегли.
Перевезення автомобільним транспортом здійснюється дорогами, довжина яких в районі становить 425,2 км, в тому числі 391,2 км з твердим покриттям, 34,6 км — ґрунтові дороги.
У 1990 р. було збудовано 3,1 км нових доріг. З 1990 по 2000 рр. будівництво нових шляхів не проводилось, а відновилось у 2002 р., коли побудували 2,5 км.
Ремонт доріг у Теребовлянському районі, км
| Вид ремонту/ рік | 1990 | 1995 | 2000 | 2002 |
| ---------------- | ---- | ---- | ---- | ---- |
| Капітальний      | 15,3 | 0,7  | 1,5  | -    |
| Середній         | 46,5 | 45,8 | 23,3 | 3,0  |
| Разом            | 61,8 | 46,5 | 24,8 | 3,0  |

Міжнародна автомагістраль E85 (Доманове (пункт перетину білорусько-українського кордону) — Ковель — Чернівці — Мамалига) (пункт перетину українсько-молдовського кордону) проходить через район з півночі на південь. Тільки частина її відповідає технічним нормам.
Найважливіші автошляхи перетинають район із півночі на південний захід (Тернопіль — Бучач — Івано-Франківськ), з півночі на південь (Тернопіль — Теребовля — Чернівці). Регулярним сполученням охоплено 95 % населених пунктів Теребовлянського району. На 12 лініях регулярного сполучення курсує 20 автобусів.
Відстань від райцентру до Тернополя шосейною дорогою становить 31 км.

### Залізничний транспорт

Карта транспортних шляхів Теребовлянського району.
залізниця;
Автошляхи місцевого значення

Залізничний транспорт займає не менш важливе місці у вантажо- і пасажироперевезеннях. Довжина залізничних колій в межах району — 39 км. Залізницю було прокладено у 1898 році. Через станцію Теребовля проходять такі потяги: Тернопіль — Чернівці, Тернопіль — Івано-Франківськ, Одеса — Чернівці, Харків — Чернівці.
На даний час прокладено нову колію Теребовля — Деренівка. Будується другий майданчик для посадки пасажирів. Проводиться ремонт вокзалу. На лінії збільшено швидкість руху потягів (60 — 70 км /год).
Основні вантажоперевезення — щебінь, ліс, вугілля, нафтопродукти, а також продукція сільського господарства (зерно, цукрові буряки).

## Освіта
У Теребовлі знаходиться один із престижних культурно-освітніх закладів Тернопілля — Теребовлянське вище училище культури. Колектив училища здійснює велику творчу роботу, відроджують традиції і обряди Тернопільщини, підвищують свій професійний рівень, пропагують свої здобутки перед населенням Тернопільщини. Багато випускників продовжують славні традиції училища в своїх творчих колективах, на відомих сценах, у педагогічній роботі. Це Степан Савка — заслужений артист України, артист Укрконцерту; Анатолій Демчук — заслужений артист України, Віктор Павлік — заслужений артист України, естрадний співак; Любов Куб'юк — заслужена артистка України, артистка Київського театру ім. М. Заньковецької; Михайло Король — викладач Київського національного університету культури та мистецтв та ін.
У районі діє 64 загальноосвітні школи, з них — 3 школи-інтернати (230 учнів). Разом у всіх школах району у 2002—2003 навчальному році нараховувалось 9960 учнів, яких навчали 1400 педагогів. Функціонує також гімназія з поглибленим вивченням іноземних мов, у якій навчаються 314 учнів, профтехучилище.
Кількість учнів у школах зменшується. Причиною цього є зниження рівня народжуваності.
Важливу роль у справі освіти і виховання дітей відіграють Теребовлянський і Микулинецький центри позашкільної роботи дітей та юнацтва, районна СЮТ і ДЮСШ, музичні школи в Теребовлі, Микулинцях, Дарахові, Золотниках, Буданові.
У районі працює 48 дошкільних виховних закладів. Культура в районі представлена мережею бібліотек (68), клубів (39), будинків культури (30), музеїв (1) тощо.
У районі діє 16 любительських об'єднань і клубів за інтересами (з них 9 дитячих). Є 15 хореографічних, 117 вокально-хорових, 113 театральних, 23 оркестрових та інструментальних колективи.
Сьогодні у 68 бібліотеках району працює 104 бібліотекарі. Книжковий фонд у районі становить понад 660 тис. примірників. При багатьох бібліотеках працюють клуби за інтересами: «Господарочка», «Твоя майбутня професія» та ін.
Працює 129 спортивних секцій, є 28 спортивних залів, 35 футбольних полів, 2 стадіони.

## Охорона здоров'я
Окрім центральної районної лікарні, функціонують дві номерні, три дільничні лікарні, 9 лікарських амбулаторій, 53 фельдшерсько-акушерських пункти, стоматологічна поліклініка, станція переливання крові, санепідемстанція, три лікарні обласного підпорядкування. Працюють в них 960 медичних працівників (48 — з вищою освітою).
На території району зростає кількість хворих людей. Це пов'язано з погіршенням умов життя населення.

## Комерція
В останні роки швидко розвивається приватна торгівля. На розміщення підприємств торгівлі і громадського харчування мають вплив особливості розселення. На території району діє 75 магазинів, 48 з яких від районного споживчого товариства (РСТ), ресторанів, кав'ярень, їдалень — 61 (28 — від РСТ).
У районі функціонує 13 побутових установ, які займаються ремонтом телерадіоапаратури, побутової техніки, надають послуги з ремонту та пошиттю одягу тощо. В значній кількості сіл побутові установи відсутні.

## Культура
У районі — 16 колективів художньої самодіяльності: Струсівська самодіяльна капела бандуристів «Кобзар», три народних та один зразковий аматорський колективи, три народних аматорських театри, народний ансамбль танцю «Любисток», ансамбль фольклорного танцю «Джерело» та ін.

## Релігія
У районі діє 36 храмів ПЦУ

## Пам'ятки

### Природно-заповідний фонд
Усього в Теребовлянському районі 32 території та об'єкти ПЗФ загальною площею 3806,42 га. Об'єкти природно-заповідного фонду Теребовлянського району:
- Семиківсько-Соснівський гідрологічний заказник — загальнодержавного значення
- Зарваницький регіональний ландшафтний парк
- Заказники місцевого значення:
  - Підгорянський, Романівський, Кобиловолоко-Благівщинський загальнозоологічний заказник
- Пам'ятки природи місцевого значення:
  - Дівоча гора, Налужанське джерело, Романівське джерело, Сущинські джерела, Сороцьке джерело, Осталецьке джерело, Болото «Скабор», Папірянська діброва, Теребовлянська дубина, Лошнівська бучина, Теребовлянська бучина, Теребовлянська сосна чорна, Микулинецькі буки, Буданівські буки, Довгівська липа, Кровінський горіх ведмежий, Струсівська сосна австрійська, Ясен однолистий плакучої форми, Група екзотів, Зеленчанська ділянка, Буданівські шафрани, Деренівська ділянка, На могилі, Степова ділянка «Заздрість», Буданівський резерват змій
- Ботанічний сад місцевого «Червона малина»
- Залишки старовинного парку в Млиниська

### Пам'ятки архітектури

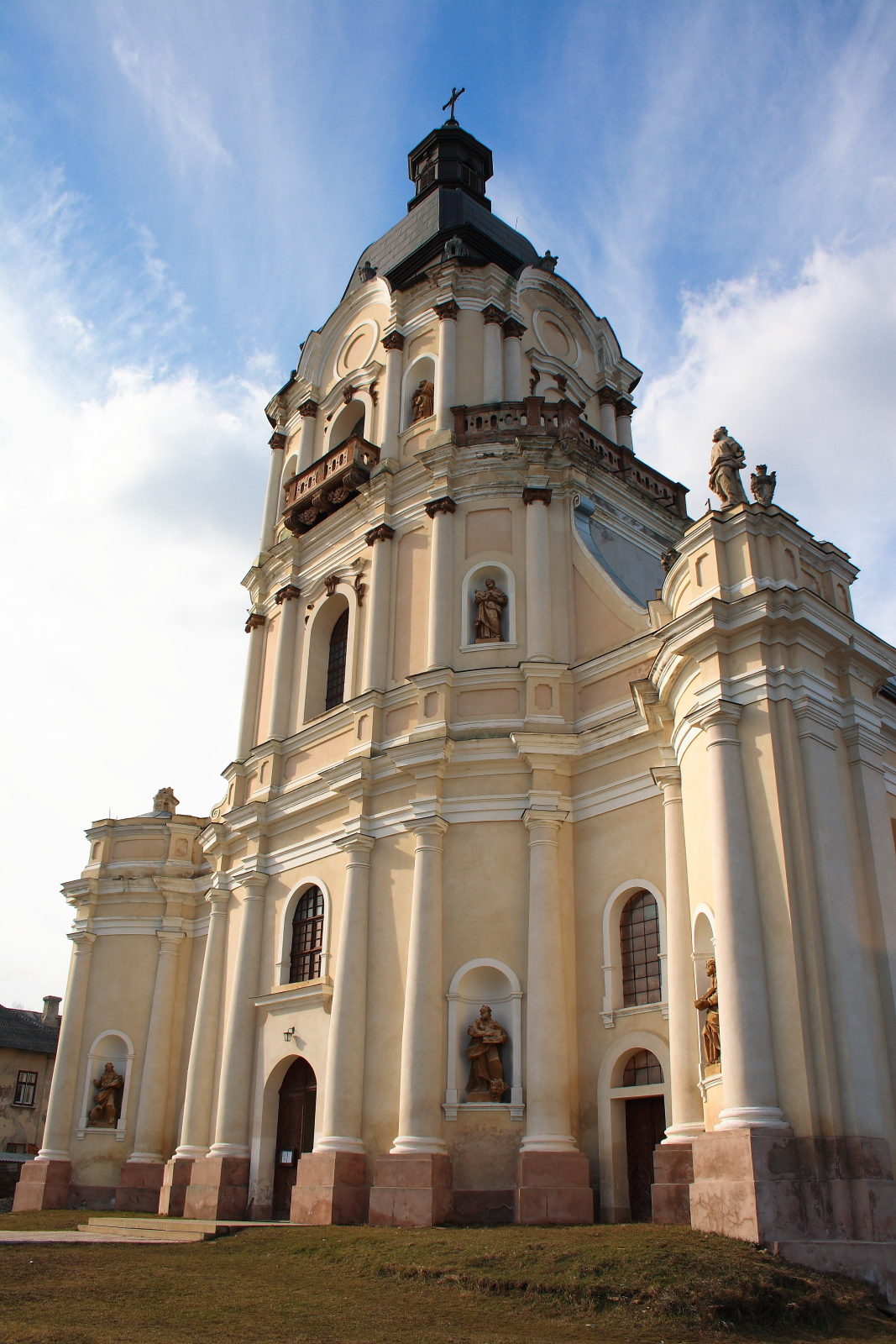
Троїцький костел, Микулинці

103 пам'ятки архітектури, 153 — історії і культури, 22 — археології: замки у Теребовлі (17 ст.), Микулинцях (16 ст.), селах Буданів (17 ст.), Долина (17 ст.), комплекс споруд монастиря кармелітів у Теребовлі (17 ст.), руїни Підгірянського Василіанського монастиря (16-17 ст.).
Пам'ятки архітектури: костели в м. Теребовля, смт. Микулинці, селах Лошнів, Струсів, Долина, Буданів, Млиниська, Підгайчики, палаци в смт. Микулинці, селах Струсів, Підгайчики; церкви в кожному селі, в тому числі пам'ятки архітектури в м. Теребовля, селах Струсів, Долина, Підгайчики, Млиниська, Дарахів. Деренівка, Довге, Зарваниця; численні цвинтарі, пам'ятні хрести, козацькі і стрілецькі могили, зокрема в с. Семиківці, пам'ятники на честь скасування панщини в селах Дарахів, Ласківці, Бенева, Багатківці, Слобідка, пам'ятний знак «За тверезість» в с. Ласківці; будинок старого заїзного двору (корчми) XVII ст., переоформлений в сорокових роках XIX ст. на першу в околиці школу в с. Струсові; келії язичників і підземний рятувальний хід Струсів — Теребовля.

### Дерев'яні храми
| Село      | Назва церкви                                    | Рік побудови |
| --------- | ----------------------------------------------- | ------------ |
| Зарваниця | монастирська церква Різдва Пресвятої Богородиці | 2002         |
| Деренівка | Воскресіння Христового                          | 1672         |

## Люди
На Теребовлянщині народилися:
- письменники, журналісти — Степан Будний, В. Гаврилюк, Г. Галька, Володимир Ґжицький, М. Головінська, І. Дем'янова, М. Деркач, Л. Дуда-Крушельницька, Б. Дерій, С. Єзерський, О. Жабський, Б. Завадський, В. Завадський, А. Іванчук, П. Кекіш, В. Краснодемський, Р. Лубківський, Г. Лужницький, Ф. Маковський, О. Макогін, Є. Мандичевський, М. Ониськів, В. Пелих, Ф. Пігович, Д. Сивицький, Х. Саноцька, О. Сліпа (Ситник);
- художники — Михайло Бойчук, Т. Бойчук, М. Борачок, С. Борачок, К. Брикальська, І. Винник, С. Гнатченко, Х. Дохват, Г. Кжижановський, Г. Ковальчук, О. Луцишин, І. Матковський, Д. Мимрик, М. Мушинський, Я. Новак, М. Субчак, Г. Цимбала; скульптори -Я. Голець, К. Гукан, К. Діаман, Й. Зелінський, Л. Земський, Й. Конрад, О. Пасіка, Г. Перцан;
- композитори, музиканти, диригенти — В. Василевич, Б. Дерев'янко, А. Заячківський, Б. Ковальський, Б. Кравчук, І. Кравчук, М. Ляхович, М. Носатий, В. Обухівський, О. Олійник, І. Пухальський, Є. Цісик, М. Шайнович;
- оперні та естрадні співаки — І. Бердей, М. Гавриляк, Я. Головчук, Я. Дмитрук, М. Коханська-Сембріх, П. Лабатий, Я. Лемішка, В. Павлік, С. П'ятничко;
- актори, театральні діячі — Й. Гірняк, Є. Коллєр;
- вчені — М. Андрейчин, М. Арсан, Ігор Бочан, А. Брандюк, М. Будзанівський, П. Будівський, М. Ваврик, С. Вадзюк, О. Веретюк, П. Вівчар, Степан Ґжицький, Ю. Гірняк, І. Головінський, С. Гумінецький, Я. Гумницький, М. Ди чковський, В. Дунець, В. і С. Дусановські, М. Зарицький, В. Коваль, С. Костик, Я. Крупник, С. Кузик, А. Куликівський, О. Купчинський, М. Лазечко, І. Лисий, Г. Марцінишин, Ю. Матіяш, В. Мельничайко, С. Мягкота, В. Навроцький, С. Панцьо, В. Пасіка, М. Петрик, О. Побережний, Є. Саноцький, І. Свистун, М. Сивульський, В. Смільський, М., М. і Ю. Стечишині, Г. Стояновська, В. і С. Стояновські, с. Хміль, Г. Ціх;
- політичні та громадсько-політичні діячі — С. Абрагамовська-Грицко-Кіб'юк, С. Абрагамовський, І. Атаманюк, П. Атаманюк, В. Бабій, Я. Бабій, Б. Балько, В. і М. Бараники, В. Вавришин, Н. Гірняк, Х.-Л. Дмитрук, В. Долинний, В. Кубів, Й. Купранець, Г. Куріца, Ю. Мелимука, М. Наболотний, Є. Олесницький, О. Станимир, С. Стецько, Б. Хаварівський, М. Хоптій;
- релігійні діячі — О. Бачинський, І. Білинський, І. Борецький, М. Ваврик, Т. Василевич, І. та М. Гаврилюки, Р. Гладяк, А. Гумницький, П. Козак, М. Конрад, Є. Купчинський, І. Кушнір, Я. Левицький, Л. Лужницький, А. Михальський, Й. Сліпий, М. Цегельський, Т. Цегельський, Є. Цурковський;
- спортсмени — П. Бундза, В. Зозуля, Г. Михайлова та ін.